# Rathaus Steyr

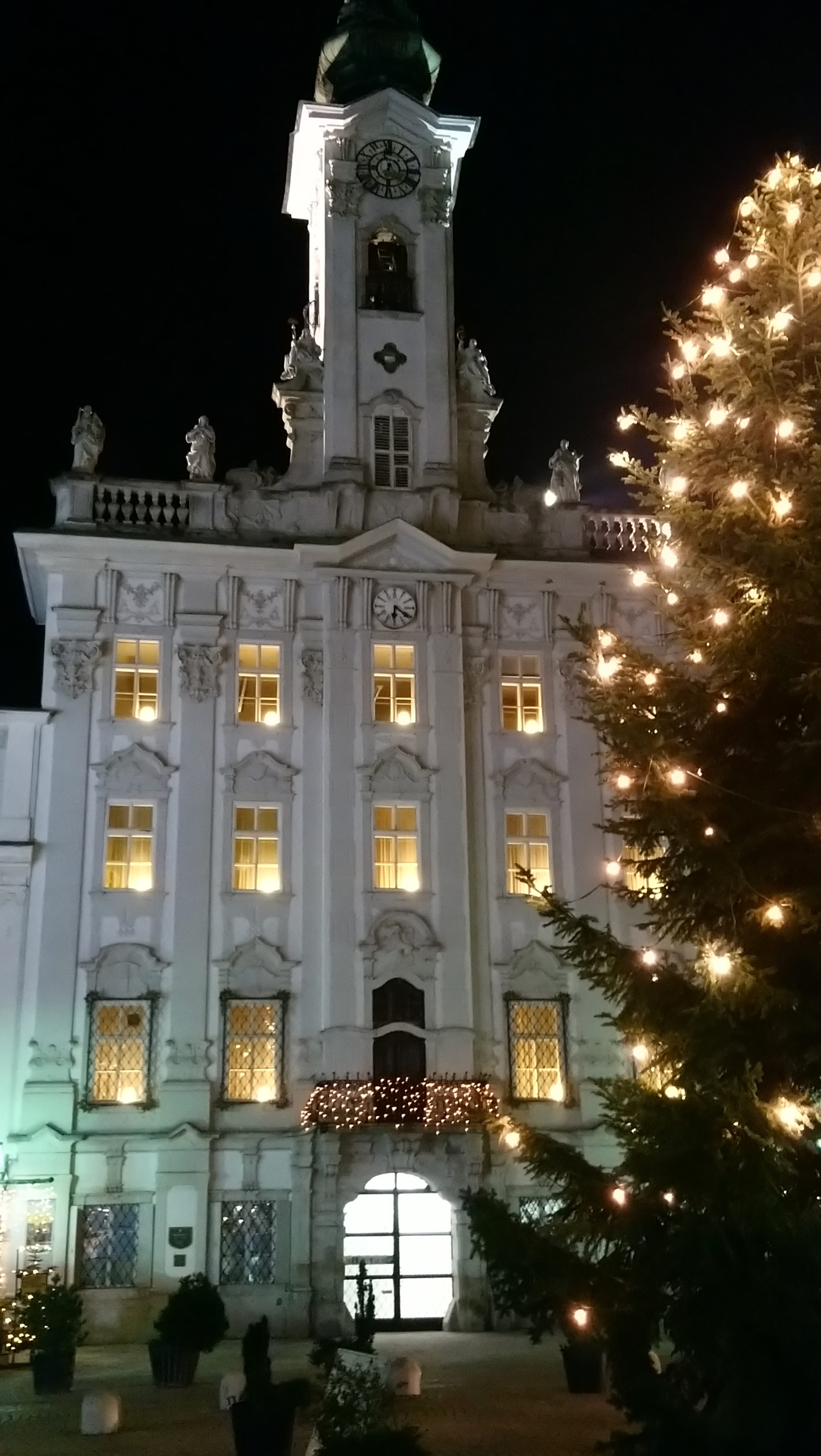
Rathaus Steyr

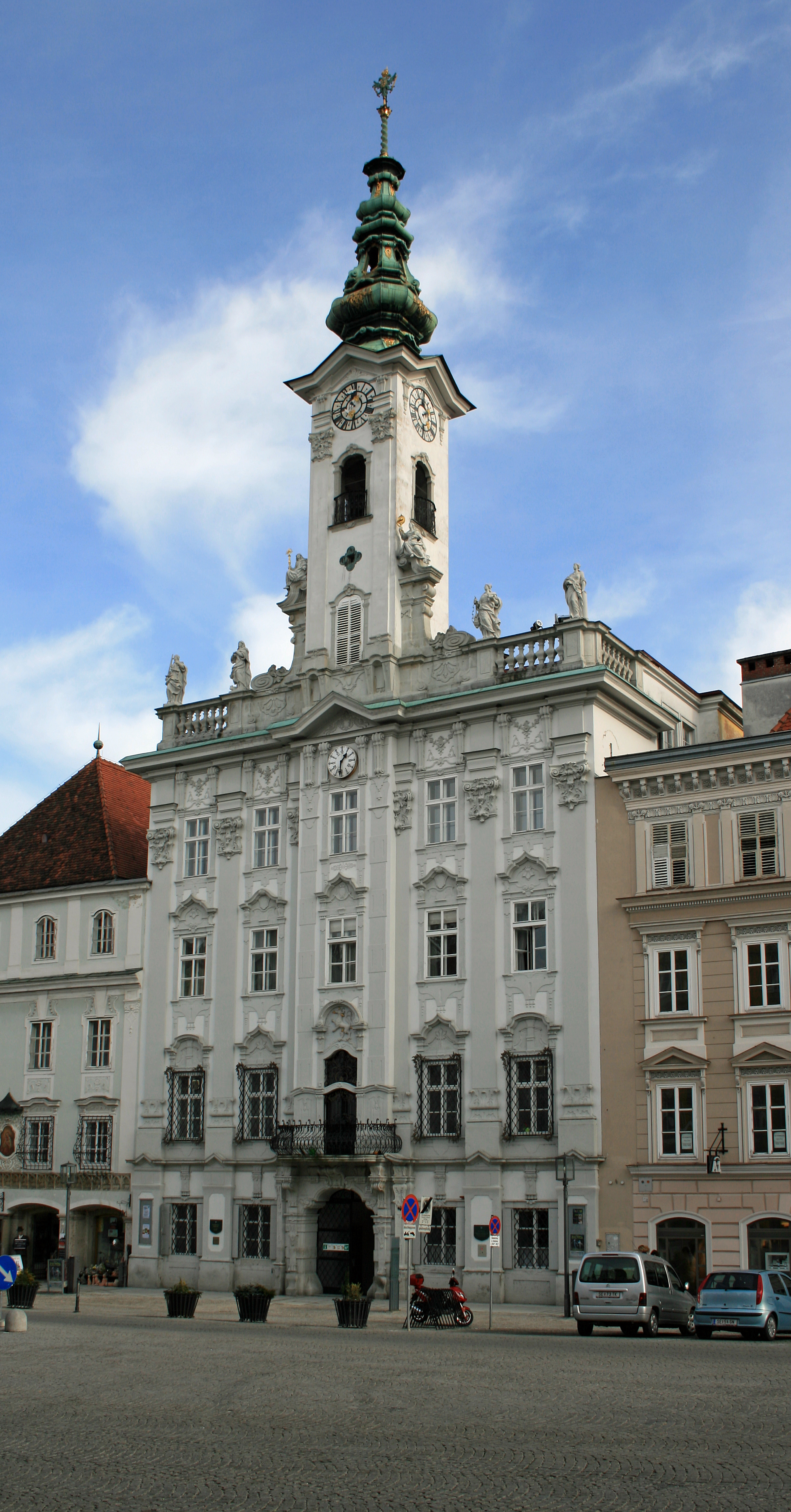
Fassade zum Hauptplatz

Das Steyrer Rathaus am Stadtplatz 27 ist ein von 1765 bis 1778 errichtetes Rokokobauwerk nach Plänen Johann Gotthard Haybergers. Baumeister war Wolfgang Hueber.

## Architektur

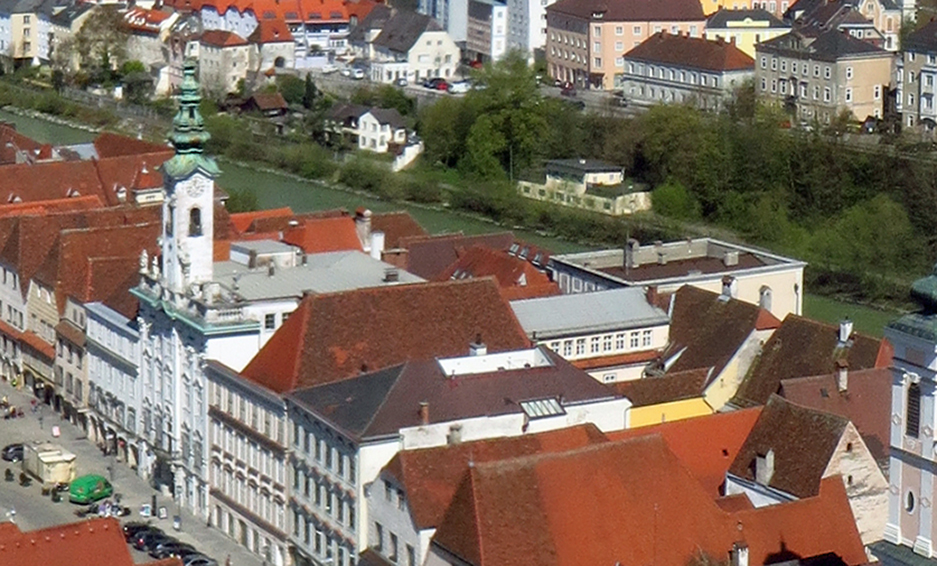
Blick vom Turm der Stadtpfarrkirche

Das dominierende Element ist der Zwiebelturm: dieser betont die vertikale Orientierung des Gebäudes. Auf der Balustrade und beiderseits des Turmes befinden sich sechs allegorische Figuren (von links nach rechts): Justitia mit Schwert, Waage und Augenbinde, Strafrecht mit Eisenkugel und Kette, Allwissenheit mit Auge Gottes, Selbsterkenntnis mit Spiegel, Kirchenpatronanz mit Weihrauchgefäß und Römisches Recht mit Buch und Säule.
Die Fassade ist mit einer Uhr und Kolossalpilastern ausgestattet. Die Fenster im ersten und zweiten Stock sind verdacht und im Erdgeschoß und ersten Stock vergittert. Den Balkon über dem Hauptportal umsäumt ein schmiedeeisernes Gitter. Über der Tür das Stadtwappen als Flammen speiender Panther. Ennsseitig befindet sich der Sitzungssaal mit reicher Stuckdecke und Marmortürgewände; im rechten Seitenflügel, erster Stock, das Stadtarchiv.

## Geschichte
Das Rathaus ersetzt einen baufällig gewordenen Vorgängerbau. Die Pläne Haybergers stammen bereits aus dem Jahr 1757, wurden aber erst ab 1765 umgesetzt. Die Bauführung übernahm Stadtbaumeister Wolfgang Hueber, die Vergebung der Arbeiten Oberstadtkämmerer Johann Anton Mayrhofer. Das Hauptgebäude wurde 1772 fertiggestellt, die hinteren, um einen Hof angeordneten Trakte, 1778. Seit dem Ende des Zweiten Weltkrieges wurde das Gebäude immer wieder angepasst und umgestaltet: 1956 etwa mit der Aufstockung des Vordertraktes. Die barocke Halle, in der zuvor das Stadtarchiv untergebracht war, wurde 1979 zum Festsaal. Die Uhr wurde im gleichen Jahr erneuert. Alle Jahrzehnte ist eine Generalsanierung der Fassade notwendig. Seit 2000 trägt die Fassade einen hellgrauen Anstrich, zuvor war dieser orange-rosafarben.

## Sonstiges
Am 23. September 1965 brachte die Österreichische Post zu diesem Motiv eine Dauermarke der Briefmarkenserie Österreichische Baudenkmäler im Wert von 8 Schilling heraus.

## Galerie

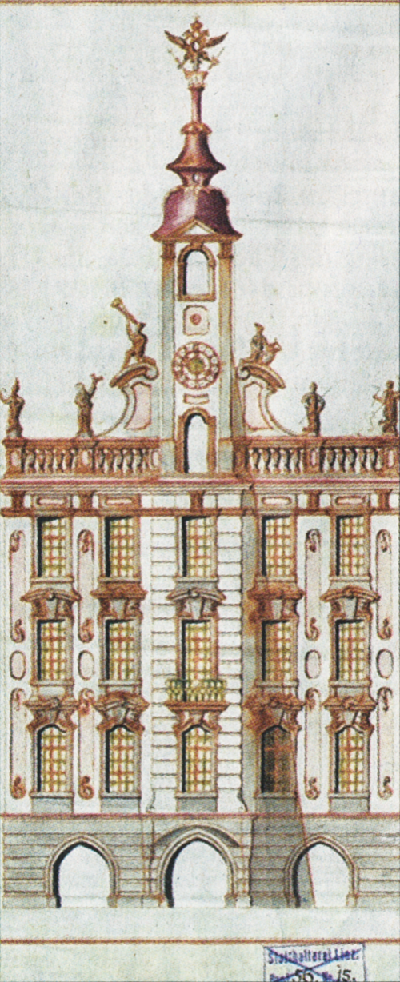
Plan Haybergers von 1757
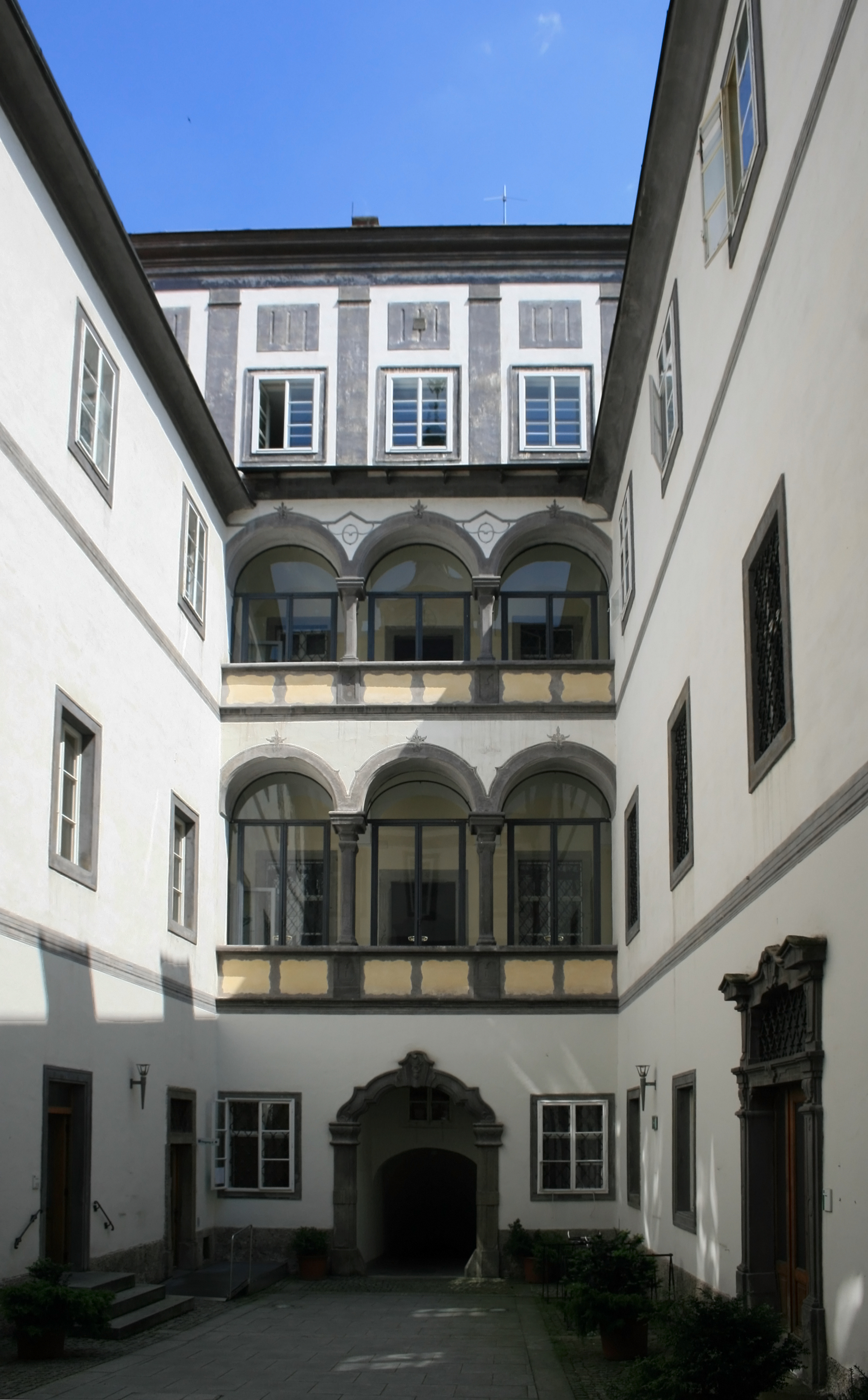
Der Innenhof
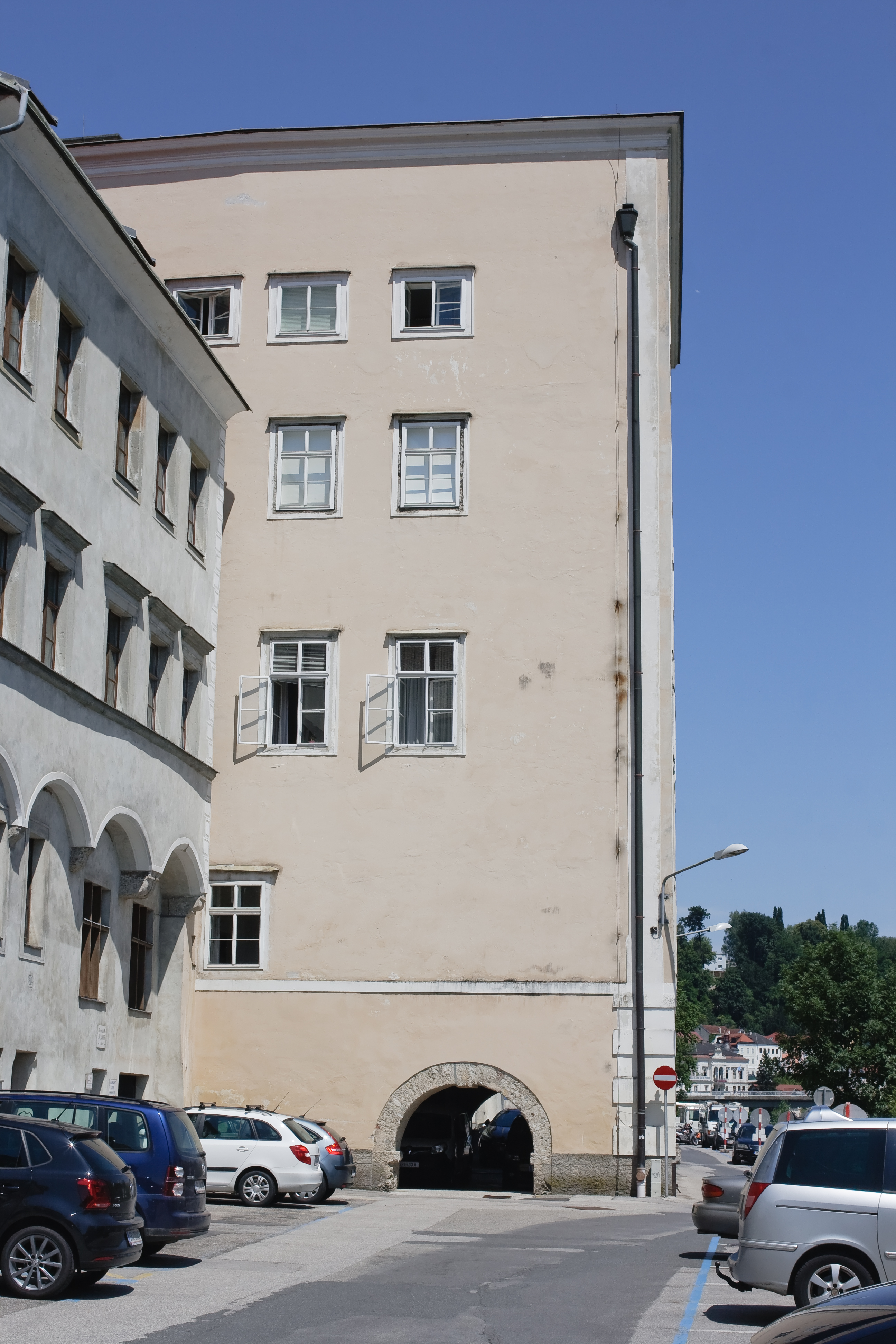
Die Fassade zum Ennskai
Generalsanierung der Fassade im Jahr 1904
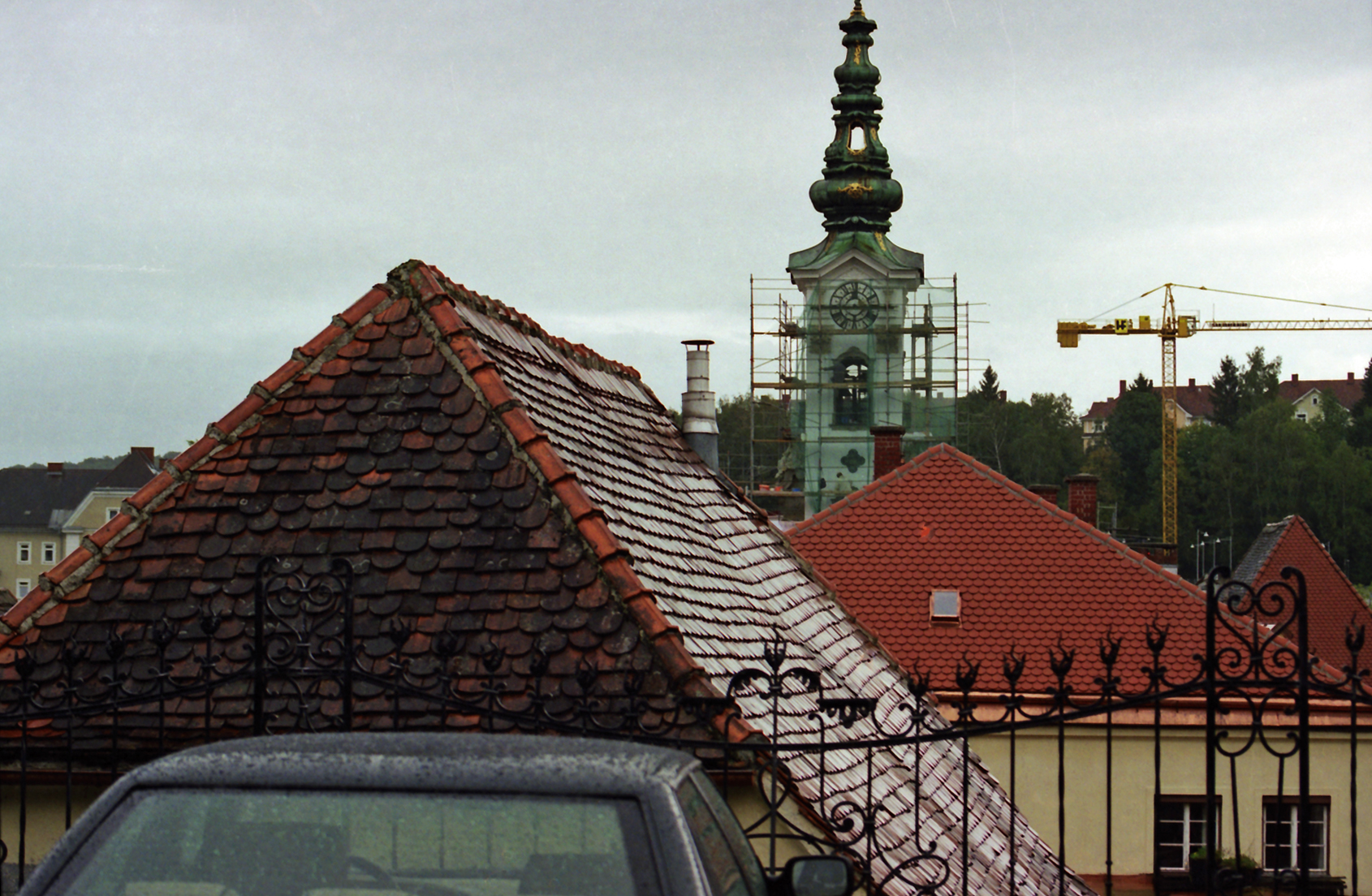
Blick von der Berggasse auf den eingerüsteten Turm (2000)
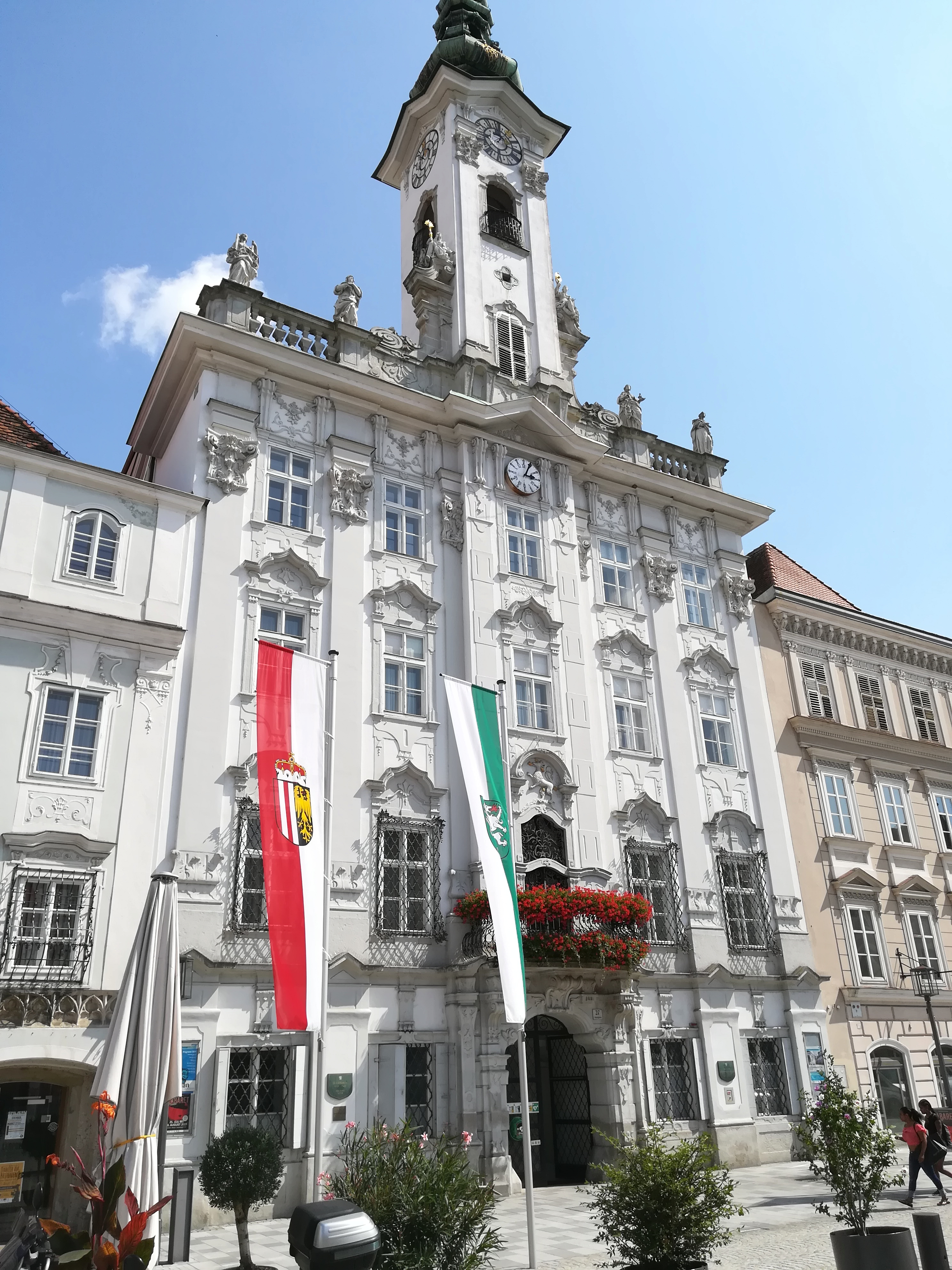
Rathaus mit Blumenschmuck und neu gestalteter Stadtplatz-Pflasterung